# 南部マンゴーパーティーズ
南部マンゴーパーティーズは沖縄県出身の12人組のバンド。
2012年に元All Japan Goithのチョメを中心に結成。初期のリーダーを含むメンバーの離脱を受け、2019年に今のメンバーに。
現在は沖縄県内を拠点に型に捉われない柔軟な音楽性で活動し、知る人ぞ知るバンドとして人気が出る。
2020年に活動休止状態だったチョメの古巣のバンドであるAll Japan Goithと合流することを決定する。
同時にバンド名をSKAしっぺ〜season of circus〜に変更した。

## ラストメンバー
- もっくん（ドラム）
- 古田（ベース）
- ダテ（ギター）
- 宮茶（キーボード）元Hearts Grow
- ヨシキカーニバル（ギター.サンプラー)
- タイペイ（パーカッション）現All Japan Goith
- チョメ（サックス）元All Japan Goith
- エーツー（トランペット）
- ファンタジスタ藤本（バイオリン）
- 霧神様（パーカッション）

## 休止中メンバー
- ノースビレッヂ北村（パーカッション）